# Ландисберг (Пенсилванија)
Ландисберг (енгл. Landisburg) град је у америчкој савезној држави Пенсилванија.

## Демографија
По попису из 2010. године број становника је 218, што је 23 (11,8%) становника више него 2000. године.
| Група             | 2000.       | 2010.       |
| Белци             | 191 (97,9%) | 200 (91,7%) |
| Афроамериканци    | 0 (0,0%)    | 2 (0,9%)    |
| Азијати           | 1 (0,5%)    | 0 (0,0%)    |
| Хиспаноамериканци | 2 (1,0%)    | 13 (6,0%)   |
| Укупно            | 195         | 218         |